# BAC 1-11

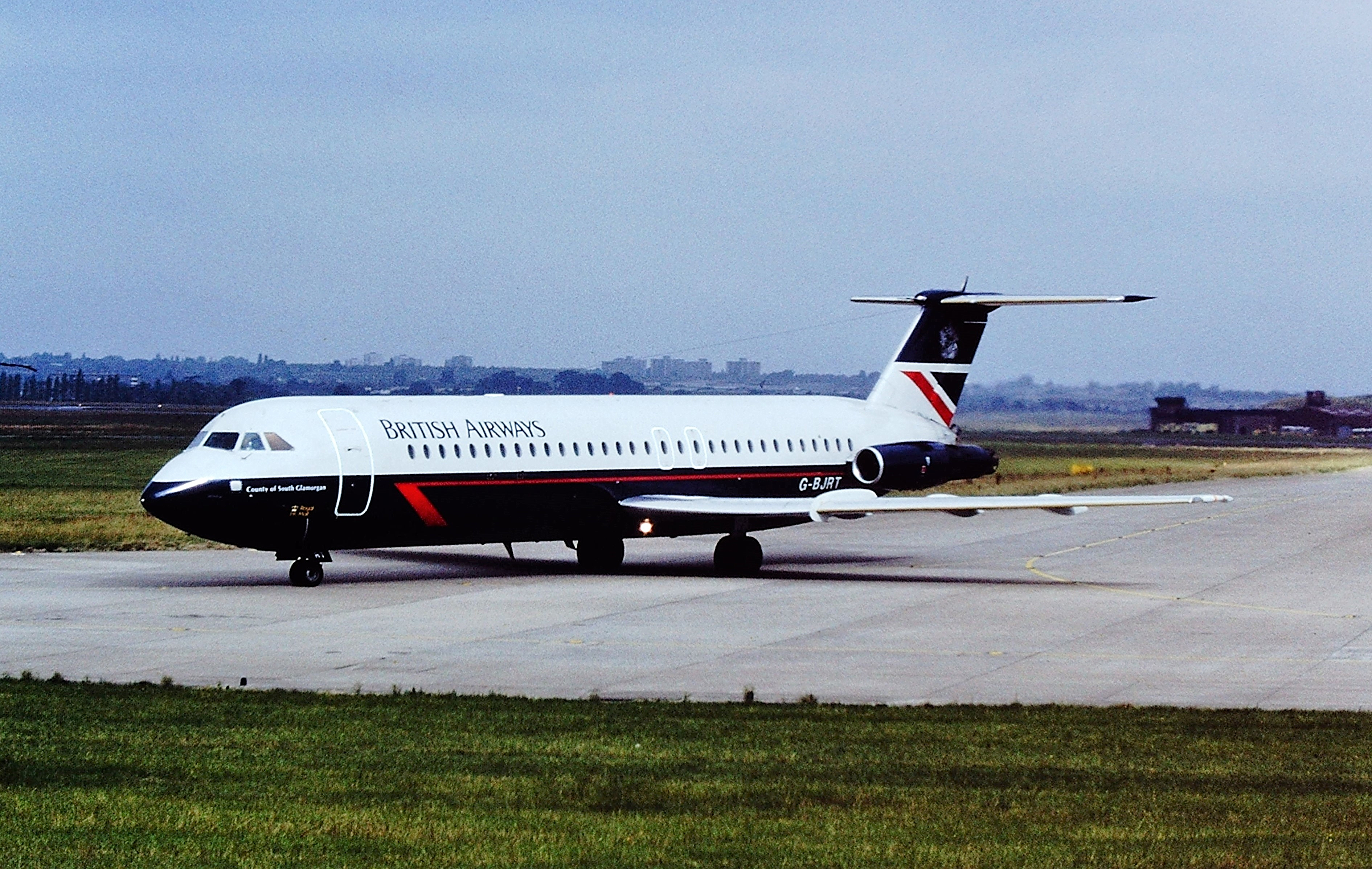
BAC 1-11 British Airways в аеропорту Бірмінгема (Липень 1989).

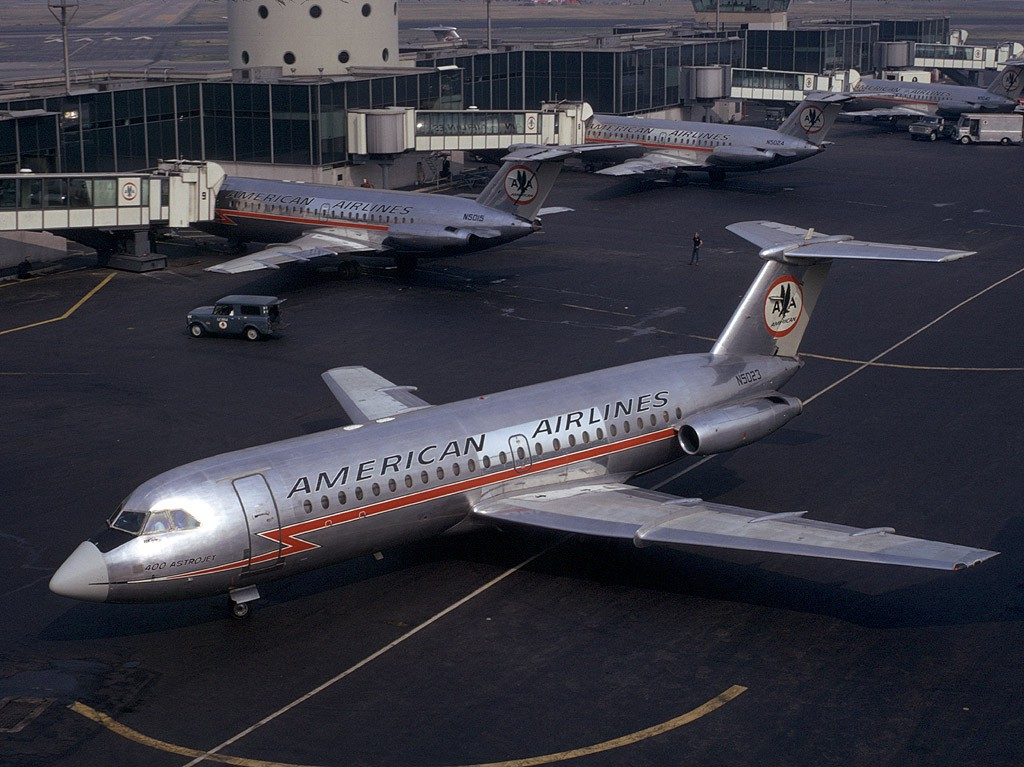
BAC 1-11 American Airlines в нью-йоркському аеропорті Ла-Гуардія (Липень 1970).

BAC 1-11, або ж BAC One-Eleven (укр. БАК Один-Одинадцять) — британський реактивний авіалайнер для ліній малої та середньої протяжності. Розроблений та вироблявся підприємством British Aircraft Corporation. Призначався для заміни літака Vickers Viscount на ближньомагістральних лініях.
Вперше літак піднявся у повітря 20 серпня 1963 року. З початку експлуатації мав великий попит і добре купувався британськими авіакомпаніями.
Регулярну експлуатацію літака припинено у 2019 році. Усього було побудовано 244 літаки BAC 1-11 у кількох модифікаціях.